# Rumänska supercupen i fotboll
Rumänska supercupen i fotboll spelas mellan vinnaren av Liga I och vinnaren av Cupa României. Tävlingen startades 1994, och spelas vanligtvis på Naţional i Bukarest, utom vid till exempel renoveringar.
2010 spelades turneringen för första gången under ett år som ett lag vunnit Dubbeln, vilket var CFR Cluj hade. De mötte Unirea Urziceni, tvåan i 2009-2010. Spelort var CF:s Stadionul Dr. Constantin Rădulescu, och laget fick spela hemma som belöning för  sina resultat på hemmaplan föregående säsong.

## Matchresultat
| År   | Liga I-mästare                               | Resultat                                     | Cupa României -vinnare/Liga I-tvåa (från säsongen 2009/2010) | Spelplats                                    |
| ---- | -------------------------------------------- | -------------------------------------------- | ------------------------------------------------------------ | -------------------------------------------- |
| 1994 | Steaua Bucureşti                             | 0 – 0 1 – 0 AET                              | Gloria Bistriţa                                              | Naţional, Bukarest                           |
| 1995 | Steaua Bucureşti                             | 2 – 0                                        | Petrolul Ploieşti                                            | Regie, Bukarest                              |
| 1996 | Ingen tävling, Steaua Bucureşti vann Dubbeln | Ingen tävling, Steaua Bucureşti vann Dubbeln | Ingen tävling, Steaua Bucureşti vann Dubbeln                 | Ingen tävling, Steaua Bucureşti vann Dubbeln |
| 1997 | Ingen tävling, Steaua Bucureşti vann Dubbeln | Ingen tävling, Steaua Bucureşti vann Dubbeln | Ingen tävling, Steaua Bucureşti vann Dubbeln                 | Ingen tävling, Steaua Bucureşti vann Dubbeln |
| 1998 | Steaua Bucureşti                             | 4 – 0                                        | Rapid Bucureşti                                              | Naţional, Bukarest                           |
| 1999 | Rapid Bucureşti                              | 5 – 0                                        | Steaua Bucureşti                                             | Naţional, Bukarest                           |
| 2000 | Ingen tävling, Dinamo Bucureşti vann Dubbeln | Ingen tävling, Dinamo Bucureşti vann Dubbeln | Ingen tävling, Dinamo Bucureşti vann Dubbeln                 | Ingen tävling, Dinamo Bucureşti vann Dubbeln |
| 2001 | Steaua Bucureşti                             | 2 – 1                                        | Dinamo Bucureşti                                             | Naţional, Bukarest                           |
| 2002 | Dinamo Bucureşti                             | 1 – 2                                        | Rapid Bucureşti                                              | Naţional, Bukarest                           |
| 2003 | Rapid Bucureşti                              | 0 – 0 1 – 0 AET                              | Dinamo Bucureşti                                             | Naţional, Bukarest                           |
| 2004 | Ingen tävling, Dinamo Bucureşti vann Dubbeln | Ingen tävling, Dinamo Bucureşti vann Dubbeln | Ingen tävling, Dinamo Bucureşti vann Dubbeln                 | Ingen tävling, Dinamo Bucureşti vann Dubbeln |
| 2005 | Steaua Bucureşti                             | 2 – 3                                        | Dinamo Bucureşti                                             | Cotroceni, Bukarest                          |
| 2006 | Steaua Bucureşti                             | 1 – 0                                        | Rapid Bucureşti                                              | Naţional, Bukarest                           |
| 2007 | Dinamo Bucureşti                             | 1 – 1 6 – 7 straffar                         | Rapid Bucureşti                                              | Naţional, Bukarest                           |
| 2008 | Ingen tävling, CFR Cluj vann Dubbeln         | Ingen tävling, CFR Cluj vann Dubbeln         | Ingen tävling, CFR Cluj vann Dubbeln                         | Ingen tävling, CFR Cluj vann Dubbeln         |
| 2009 | Unirea Urziceni                              | 1 – 1 3 – 4 straffar                         | CFR Cluj                                                     | Giuleşti, Bukarest                           |
| 2010 | CFR Cluj                                     | 2 – 2 2 – 0 straffar                         | Unirea Urziceni                                              | Dr. Constantin Rădulescu, Cluj-Napoca        |
| 2011 | Oțelul Galați                                | 1 – 0                                        | Steaua Bucureşti                                             | Ceahlăul, Piatra Neamț                       |
| 2012 | CFR Cluj                                     | 2 – 2 2 – 4 straffar                         | Steaua Bucureşti                                             | Arena Națională, Bukarest                    |
| 2013 | Steaua Bucureşti                             | 3 – 0                                        | Petrolul Ploiești                                            | Arena Națională, Bukarest                    |
| 2014 | Steaua Bucureşti                             | 1 – 1 3 – 5 straffar                         | Astra Giurgiu                                                | Arena Națională, Bukarest                    |
| 2015 | Steaua Bucureşti                             | 0 – 1                                        | ASA Târgu Mureș                                              | Farul, Constanța                             |
| 2016 | Astra Giurgiu                                | 1 – 0                                        | CFR Cluj                                                     | Cluj Arena, Cluj-Napoca                      |
| 2017 | Viitorul Constanța                           | 0 – 1                                        | FC Voluntari                                                 | Stadionul Municipal, Botoșani                |
| 2018 | CFR Cluj                                     | 1 – 0                                        | Universitatea Craiova                                        | Stadionul Ion Oblemenco, Craiova             |
| 2019 | CFR Cluj                                     | 0 – 1                                        | Viitorul Constanța                                           | Ilie Oană Stadium, Ploiești                  |

### Fotnoter
1. ↑  ”2010 rules change for Supercupa României” (på Romanian). Sport.ro. 21 juni 2010. http://www.sport.ro/fotbal-intern/frf-a-stabilit-supercupa-romaniei-cfr-unirea-pe-18-iulie.html. Läst 24 juni 2010.